# Valea Pechii, Argeș
Valea Pechii este un sat în comuna Schitu Golești din județul Argeș, Muntenia, România.
Satul Valea Pechii apartine comunei Schitu Golesti si se invecineaza cu localitatea Loturi .
In valea Pechii se gaseste si biserica Trei Ierarhii, detinand Monumentul eroilor.